# Lanvénégen
Lanvénégen é uma comuna francesa na região administrativa da Bretanha, no departamento Morbihan. Estende-se por uma área de 29,07 km². Em 2010 a comuna tinha 1 177 habitantes (densidade: 40,5 hab./km²).